# Phaegoptera
Phaegoptera är ett släkte av fjärilar. Phaegoptera ingår i familjen björnspinnare.

## Dottertaxa tillPhaegoptera, i alfabetisk ordning[1]
- Phaegoptera albescens
- Phaegoptera albimacula
- Phaegoptera albimaculata
- Phaegoptera alipioi
- Phaegoptera catenata
- Phaegoptera catharinae
- Phaegoptera chorima
- Phaegoptera decrepida
- Phaegoptera decrepidoides
- Phaegoptera depicta
- Phaegoptera discisema
- Phaegoptera dissimilis
- Phaegoptera drucei
- Phaegoptera fasciatus
- Phaegoptera flavopunctata
- Phaegoptera flavostrigata
- Phaegoptera fumosa
- Phaegoptera fusca
- Phaegoptera granifera
- Phaegoptera hampsoni
- Phaegoptera histrionica
- Phaegoptera irregularis
- Phaegoptera medionigra
- Phaegoptera nexa
- Phaegoptera nexoides
- Phaegoptera ochracea
- Phaegoptera picturata
- Phaegoptera pseudocatenata
- Phaegoptera pulchra
- Phaegoptera punctularis
- Phaegoptera schaefferi
- Phaegoptera sestia
- Phaegoptera superba